# Pârâul Corbului, Tazlăul Sărat
Pârâul Corbului sau Râul Corbu este un curs de apă, afluent al râului Tazlăul Sărat. 